# Токоа
Токоа (на испански: Tocoa) е град разположен в северната част на Хондурас, в департамент Колон. Населението на града през 2010 година е 43 217 души.

## Културни събития
- На 26 март 2010 г. в града се провежда първата среща на българите в Хондурас, тя е спонсорирана от местния бизнесмен от български произход – Борис Еленков. За настаняването на българите са наети два хотела.[2][3]